# Бојан Савник
Бојан Савник (Кочевје, 30. јануар 1930 — Кутјево, 22. јул 1976) био је генерал-мајор-пилот авијације ЈНА.

## Биографија
Рођен је 30. јануара 1930. године у Кочевју. Основну школу је завршио у родном месту, а два разреда Средње економске школе у Новом Месту, након чега је 1948. године отишао на Ваздухопловну војну академију. Школовање је започео у Панчеву, али се током његовог школовања академија преселила у Мостар, где је и завршио академију 1950. године. Налазио се у Четвртој класи ове академије, са њим је у класи био и каснији генерал Антон Тус.
Од 1950. године се налазио на служби у Југословенској народној армији (ЈНА). Године 1953. је постао поручник, 1965. мајор, а 1970. године је унапређен у чин генерал-мајора и са свега 40 година је био најмлађи генерал у ЈНА.
Налазио се на дужностима комадира одељења и ескадриле, команданта ваздухопловног пука и дивизије и начелника Штаба Првог ваздухопловног корпуса у Мостару. Завршио је Вишу војну ваздухопловну академију и Ратну школу ЈНА.
Страдао је 22. јула 1976. године, када је авионом МиГ-21 доживео авионску несрећу на Папуку.
Сахрањен је у Алеји заслужних грађана на Новом гробљу у Београду.